# Emigración peatonal venezolana
La crisis económica que enfrenta Venezuela desde 2013 ha motivado la migración de millones de ciudadanos de este país. Desde 2017 el flujo migratorio ha experimentado un crecimiento exponencial a causa del deterioro económico e institucional que vive el país, donde ya se estima que la inflación alcanzará 1 millón por ciento.

## Contexto
Desde 2016 hasta marzo de 2018 el Servicio de Jesuitas para los Refugiados en Colombia (JRS-Colombia), ha atendido alrededor de siete mil personas provenientes de Venezuela en condición de migración forzada. En su mayoría con necesidades humanitarias urgentes en materia de salud, medicamentos y alimentos. Son mujeres gestantes o lactantes, enfermos en situación crónica, menores no acompañados, familias monoparentales y adultos mayores.  A finales del 2016 fue creado el Grupo Interagencial sobre Flujos Migratorios Mixtos (GIFMM) el cual es la expresión nacional de la Plataforma Regional para los Refugiados y Migrantes Provenientes de Venezuela y tiene a su cargo la implementación del Capítulo Colombia del Plan Regional para los Refugiados y Migrantes de Venezuela. Según cifras del GIFMM para el 31 de marzo de 2020 había 1 809 872 entre migrantes, refugiados y solicitantes de asilo venezolanos en Colombia.
De acuerdo con un reporte de Migración Colombia, para comienzos de 2021, el departamento de Colombia con la mayor población migrante venezolana era el Norte de Santander, con 187.854 personas, y para agosto del mismo año estimó que 167 000 migrantes se habían residenciado en Cúcuta, la principal ciudad fronteriza.

## Emigración
En esta situación, los venezolanos de escasos recursos se han sumado a la dinámica migratoria. Como consecuencia de esto, se ha identificado un flujo de peatones venezolanos que transitan por las vías de Colombia para llegar a Ecuador y Perú a través de las ciudades del país. Otros ciudadanos continúan su viaje, dirigiéndose hacia el Cono Sur, principalmente hacia Chile y Argentina. Asimismo, la frontera entre Brasil y Venezuela, entre las localidades de Pacaraima (Brasil) y Santa Elena de Uairén (Venezuela), ha visto un notable incremento de ciudadanos venezolanos quienes ven otra alternativa de salir ante ciertas complicaciones en la frontera con Colombia.
Existe preocupación por parte de la población y las instituciones de Colombia debido a que estos migrantes carecen de recursos para su movilidad, hospedaje, higiene y alimentación. Al tiempo que se enfrentan a los climas extremos de la geografía colombiana y a riesgos de seguridad como la trata, explotación laboral, violencia sexual, reclutamiento por grupos armados ilegales, entre otros.
De acuerdo con la Policía de Norte de Santander, en julio transitaban cerca de 300 caminantes diarios desde Cúcuta hacia diversos destinos del país, así mismo se han identificado flujos similares desde Arauca, Casanare y la Guajira.

## Necesidades
Los migrantes entrevistados indican que han decidido caminar para escapar de la crisis económica que enfrenta Venezuela, donde la inflación y el desabastecimiento imposibilitan conseguir alimentos y medicinas. Por esta razón, los caminantes ingresan al país con la esperanza de encontrar un empleo en Colombia, Ecuador o Perú que les permita auxiliar a sus familias.
La carencia de recursos económicos provoca que esta población no pueda costear los servicios de transporte y hospedaje. Por este motivo, duermen en las calles y se alimentan con donaciones que obtienen de las comunidades por donde pasan.

## Declaraciones de Nicolás Maduro
El Mandatario de Venezuela Nicolás Maduro tuvo duras palabras contra ciudadanos venezolanos que se han instalado en otros países de América, debido  a la crisis económica venezolana y los calificó de "esclavos y mendigos".